# 赵长印
赵长印（1966年10月—），男，陕西周至人，中国天文学家，现任中国科学院紫金山天文台台长、党委书记。曾任中国天文学会理事。